# Таврійськ-Вантажний
Таврíйськ-Вантáжний (Тавричеськ-Вантажний) — пасажирський залізничний зупинний пункт Запорізької дирекції Придніпровської залізниці на електрифікованій лінії Запоріжжя I — Федорівка між станціями Таврійськ (0,9 км) та Бурчацьк (10 км). Розташований на південній околиці вздовж вулиці Каховської у місті Василівка Запорізької області.

## Пасажирське сполучення
За численними проханнями дачників (мешканців міст Запоріжжя та Василівка), у квітні 2015 року була відновлена зупинка приміських електропоїздів по зупинному пункту Таврійськ-Вантажний, яку Придніпровська залізниця скасувала у 2013 році через економічну нерентабельність. Нині на зупинному пункті Таврійськ-Вантажний зупиняються приміські електропоїзди Мелітопольського напрямку.